# Renaud Nattiez
Pour les articles homonymes, voir Nattiez.
 (octobre 2020).
Renaud Nattiez, né le 28 janvier 1952 à Amiens (Somme), est enseignant puis haut fonctionnaire. Depuis 2016, il est écrivain, spécialiste de l'univers de Tintin et de Georges Brassens.

## Biographie
Né de parents enseignants, Renaud Nattiez rejoint Toulon en 1963 où il effectue ses études secondaires au lycée Dumont-d'Urville. Il entreprend ensuite des études de philosophie à l'université de Provence et a pour professeurs Gilles Gaston Granger et Gérard Lebrun. Passionné de culture et littérature hispano-américaines, il mène en parallèle des études d’espagnol.
Après Sciences-Po, il bifurque vers l'économie et enseigne les sciences économiques et sociales au lycée Claude-Bernard de Paris, puis, dans le cadre de la coopération, au lycée français de Douala au Cameroun et à l'université de Dakar au Sénégal. Il intègre l'ENA en 1987 et exerce plusieurs fonctions dans différents ministères : Jeunesse et Sports, Affaires étrangères et Éducation nationale (où il termine sa carrière comme inspecteur général en 2017).
Renaud Nattiez est fasciné par Tintin avant même de savoir lire. Le succès de l’œuvre d'Hergé est l'objet de son premier livre, Le Mystère Tintin, publié en 2016 aux Impressions nouvelles, maison d'édition belge cofondée par Benoît Peeters. Pour expliquer les raisons du succès universel de Tintin, Renaud Nattiez s'inspire des Dialogues de Platon (1944) de Victor Goldschmidt, ouvrage qui lui donne l'idée d'appliquer une méthode d'inspiration structuraliste à son analyse. Neuf autres essais sur l'univers de Tintin suivront, entre 2017 et 2025, ainsi que plusieurs articles dans des revues littéraires ou spécialisées en tintinologie.
De novembre 2020 à juin 2023, Renaud Nattiez est directeur de la collection « Zoom sur Hergé » chez Sépia. En janvier 2023, sous la pression des ayants droit d'Hergé, la collection change de nom et devient, une marque éditoriale : "1000 Sabords" (Groupe L'Harmattan).
Féru de jeu avec les mots de la langue française, Renaud Nattiez publie en 2020  aux Éditions Honoré Champion un Dictionnaire Georges Brassens, de Abélard à Zanzibar consacré aux noms propres dans l'œuvre de l'auteur-compositeur-interprète. La même année, il réunit ses deux passions dans un essai : Brassens et Tintin, deux mondes parallèles. En 2021, il signe son premier roman policier, Meurtres à Moulinserre et en 2022 la première biographie de Milou : Milou, humain, trop humain.
Renaud Nattiez est le frère cadet de Jean-Jacques Nattiez, spécialiste de Richard Wagner, considéré comme un des pionniers de la sémiologie de la musique.

## Publications
Essais et roman
- Le Mystère Tintin, les raisons d'un succès universel[6], Bruxelles, Les Impressions nouvelles[7], coll. « Réflexions faites », 2016, 352 p.  (ISBN 978-2-87449-309-6)
- Le Dictionnaire Tintin, Paris, Éditions Honoré Champion, coll. « Les Dictionnaires », 2017, 444 p.  (ISBN 978-2-7453-4565-3)
- Les Femmes dans le monde de Tintin, de Bianca Castafiore à Peggy Alcazar, Paris, Éditions L'Harmattan, coll. « Sépia », 2018, 72 p. (ISBN 979-10-334-0146-9)
- Dictionnaire Georges Brassens, de Abélard à Zanzibar, Paris, Éditions Honoré Champion[8], coll. « Les Dictionnaires », 2020, 464 p.  (ISBN 978-2-38096-012-9)
- Brassens et Tintin, deux mondes parallèles, Bruxelles, Les Impressions nouvelles, 2020, 192 p. (ISBN 978-2-87449-747-6)
- Meurtres à Moulinserre, Paris, Éditions "1000 Sabords", (groupe l'Harmattan), 2021, 284 p.
- Milou, humain trop humain, Bruxelles, Les Impressions nouvelles, coll. « La fabrique des héros », 2022, 139 p.
- Faut-il brûler Tintin ?, Paris, Éditions "1000 Sabords", (groupe l'Harmattan), 2023. 219 p.
- Demain Tintin ? Entretiens avec "7 fils de Tintin", Éditions "1000 Sabords", (groupe l'Harmattan), 2024. 183 p.
- Hergé musicien ? (co-auteur Jean-Jacques Nattiez), Montréal, Presse de l'Université de Montréal, 2025. 96 p.

Contributions et article
- « Tintin est-il un monstre ? L'ordinaire et l'extraordinaire dans le monde d'Hergé », NRF n° 621 Paris, Gallimard, novembre 2016, pp. 121 à 131
- « Le comique de langage dans Tintin », revue Europe n° 1085-1086 - Tintin sous le regard des écrivains - Sept./Oct. 2019
- « De la tintinophobie et des tintinophobes », revue Les Amis de Hergé n° 64, automne 2017
- « De l'importance des personnages secondaires dans Tintin, des seconds rôles aux acteurs mineurs », revue Les Amis de Hergé n°65, printemps 2018
- « Hergé dans les pas de Molière », revue Hergé au pays des Helvètes, n° 9, 2018, pp. 28 à 38
- « Les aventures de Tintin : une géographie parallèle », Actes du colloque de la Société de Géographie, "Les géographies de Tintin" - CNRS éditions, 2018
- « De l'importance des personnages secondaires dans Tintin, des anonymes aux invisibles », revue Les Amis de Hergé n° 66, automne 2018
- « Des seconds rôles féminins dans Tintin », revue Les Amis de Hergé, n° 68, automne 2019
- « Tintin existe-t-il encore ? »,revue Les Amis de Hergé, n° 69, printemps 2020
- Postface du livre "Hergé au sommet ", ouvrage collectif, coll. « Sépia-Zoom sur Hergé », 2021
- « L'engagement chez Brassens", revue Instinct Nomade - hors série Brassens, juin 2021
- « Les Aventures de Tintin : œuvre ouverte ou œuvre close », Actes du colloque "Tintin aujourd'hui" - Georg éditeur, 2021
- « Tintin, personnage secondaire ? De l'effacement progressif du héros », revue Les Amis de Hergé n°72, automne 2021

### Radio et télévision
- France Culture, Un autre jour est possible (Tewfik Hakem) : cinq émissions du 8 au 12 février 2016
  - émission du 8 février 2016
  - émission du 9 février 2016
  - émission du 10 février 2016
  - émission du 11 février 2016
  - émission du 12 février 2016
- Radio Canada, Le 15-18 (Mélanye Boissonnault), 8 mars 2016
- France 3 Var, Journal, 28 avril 2016
- RFI, La danse des mots (Yvan Amar), 26 janvier 2017
- RTL Belgique, RTL Info (Caroline Fontenoy), 10 janvier 2019
- RTBF, Majuscules (Eddy Caekelberghs), 6 mars 2020
- RTS - Culture, L'écho des Pavanes , Ivor Malherbe : Comparer Tintin à Brassens, un pari farfelu mais crédible, 21 avril 2020
- RTL, Les Grosses Têtes, Le livre du jour (minute 50), (Laurent Ruquier), 16 novembre 2020 : Dictionnaire Georges Brassens
- EURADIO, Elisa Rullaud, 8 janvier 2021 : Tintin ce héros si européen
- France Culture, La compagnie des œuvres (Matthieu Garrigou-Lagrange), 4 février 2021 : Les noms propres de Brassens
- RTBF, La Première, Entrez sans frapper (Eric Russon): Milou; humain trop humain, 11 avril 2022
- France Inter, Grand bien vous fasse, Ali Rebeihi : Quelques BD qui font du bien, 27 janvier 2023
- France 2 Télématin, Les immanquables, 3 mars 2023
- France Inter, 80 secondes (Demorand), 3 mars 2023
- RCF,  je pense donc j’agis Madeleine Vatel, et article de Lucie Roussoal : Tintin, un héros universel ?, 9 mars 2023
- France Culture, Book Club, dialogue avec Patrice Leconte) Nicolas Herbeaux, 14 mars 2023
- Europe 1, C'est arrivé demain, Frédéric Taddeï, 19 mars 2023
- Radio Notre-Dame et RCF, Écoute dans la nuit, Frédéric Jouin : Quelle est votre chanson préférée de Brassens ?; 17 juillet 2024

### Presse et internet
- La Libre Belgique, Francis Matthys, 11/01/2016 : Le succès universel de Tintin
- Le Carnet et les instants, Frédéric Saenen, 27/01/2016 : Hergé : les raisons d’un malentendu et d’un succès
- Lectures. La Revue des bibliothèques, Franz Van Cauwenbergh, Mai-Juin 2016 : Rencontre au sommet avec Tintin et Spirou
- The Good Life, Christophe Quillien, 8/09/2016 : Tintin, héros le plus universel de la bande dessinée
- Var-Matin Week-end, Frédéric Baille, 7/04/2017 : Tout Tintin dans un dico
- Acta Fabula. La Recherche en littérature, vol. 18, n° 7, septembre 2017
- Études Romanes de Brno (République tchèque) : Le mystère Tintin. Les raisons d'un succès universel. Samuel Bidaud, février 2018
- Dernière heure, Francis Matthys, 12/11/2018 : Les (trop rares) femmes dans le monde de Tintin
- Secrétariat d’État chargé de l’égalité entre les femmes et les hommes-Veille Actualité, Olivier Roche, 30/11/2018 : Les Femmes dans le monde de Tintin de Renaud Nattiez
- Médiapart, Antoine Perraud, 24/08/2019 : Hergé et les RG littéraires
- Le Devoir, Caroline Montpetit, 25/04/2020 : De peuchère à mille sabords
- Le Carnet et les instants, Frédéric Saenen, 5/05/2020 : Georges Brami et Georges Ressens
- L’ENA hors les murs, Robert Chelle, Juin 2020 : La boîte à livres
- Le Midi libre, Stéphane Cerri, 29/01/2021 : De A à Z, une balade dans les chansons de Brassens
- Actualitté.com, Clément Solym, 11/03/2021 : Parodies et détournements de Tintin
- Rostercon.com, Sandrine Klam, 12/03/2021 : Un premier roman pour la collection « Zoom sur Hergé »
- L'OBS, Arnaud Sagnard, 03/05/2022 : « A l’instar de Nietzsche, Milou déconstruit la métaphysique, il est… nietzchien »
- La Provence (Vaucluse), 30/06/2022 : Festival BD du Ventoulourenc
- Boulevard BD, Laurent Lafourcade, 22/02/2023 : Entretiens partie 1
- Boulevard BD, Laurent Lafourcade, 28/02/2023 : Entretiens partie 2
- Boulevard BD, Laurent Lafourcade, 03/03/2023 : Entretiens partie 3
- L'OBS, Arnaud Sagnard, 03/03/2023 :Hergé est mort il y a 40 ans, il est temps de cesser d’écrire sur Tintin
- ACTUABD, Didier Pasamonik, 11/03/2023, Quoi de neuf ? Tintin !
- SCENARIO.COM, Sylvestre Buoro, 12/03/2023 : Faut-il brûler Tintin ?
- Le Devoir, Caroline Montpetit, 14/03/2023 : A la défense du reporter à la houppette
- SITAUDIS.FR, François Huglo, 09/04/2023 : Faut-il brûler Tintin ?
- Le Monde, Mara Goyet, 09/08/2023 : Ainsi pensait Milou
- Le Soir, Daniel Couvreur, 29/12/2024 : Tintin est dans tout et tout est dans Tintin (Demain Tintin ?)